# Rhopalomyia gynaptera
Rhopalomyia gynaptera är en tvåvingeart som först beskrevs av Boris Mamaev 1972.  Rhopalomyia gynaptera ingår i släktet Rhopalomyia och familjen gallmyggor.
Artens utbredningsområde är Mongoliet. Inga underarter finns listade i Catalogue of Life.